# Dypsis lokohensis
Dypsis lokohensis är en enhjärtbladig växtart som beskrevs av John Dransfield. Dypsis lokohensis ingår i släktet Dypsis och familjen Arecaceae. Inga underarter finns listade i Catalogue of Life.